# 張海鵬 (歷史學者)
張海鵬（1939年5月—），中國社會科學院研究生院教授、博士生導師、中国社会科学院学部委员。

## 生平
1939年5月生於湖北省漢川縣。1964年7月畢業於武漢大學歷史系。曾任中國社會科學院近代史研究所所長；第十届全国人民代表大会代表。現任中國社會科學院學部委員兼中國社會科學院文史哲學部副主任；中國國務院學位委員會委員兼歷史學科評議組召集人；中國社會科學院台灣史研究中心主任、中國史學會會長、中國孫中山研究會副會長、中國義和團研究會會長；海峽兩岸關係研究中心學術顧問；馬克思主義理論研究與建設工程《中國近代史》教材編寫課題組首席專家；中國社會科學院研究生院教授、博士生導師；國家清史編纂委員會委員，中國地方志指導小組成員、部编版普通高中历史教材总主编。

## 觀點
- 2013年5月與中国社会科学院邊疆史地研究所副主任李国強联名在《人民日報》發表文章〈论《马关条约》与钓鱼岛问题〉，論證釣魚島是中國的固有領土，結尾說「歷史上懸而未決的琉球問題也到了可以再議的時候」。[3]此文引起日本首相安倍晉三的抗議。兩位作者表示，該文並非中國政府授意，只是從琉球歷史和近代中日交涉的歷史中得出的結論。[4][5]

## 著作
- 《中国近代史稿地图集》
- 《追求集-近代中国历史进程的探索》
- 《中国近代史研究》
- 《东厂论史录-中国近代史研究的评论与思考》
- 《张海鹏集》
- 《中国近代史1840-1949》
- 《中葡关系史资料集》
- 《中国近代史论著目录1979-2000》
- 《中国近代通史》（十卷本）
- 《中国历史学30年》
- 《简明中国近代史读本》